# تشارلي تيو
تشارلي تيو (بالإنجليزية: Charles Teo)‏ هو جراح أعصاب وجراح أسترالي، ولد في 24 ديسمبر 1957 في سيدني في أستراليا.
لقى عالم الأدوية الأسترالي البروفسور تشارلي تيو مصرعه في سيدني منذ اسبوع ، إذ أُطلق عليه الرصاص في وضح النهار إثر كشفه عن معلومات حقيقة شركات الأدوية ونعتهم بأنهم مافيا الدماء . 